# Speltid
Speltid kallas inom sport den tid, under vilken en match spelas. I många sporter är det speltiden som avgör hur länge en match skall pågå, men speltiden mäts på olika sätt i olika sporter. Det kan också vara den tid en spelare i en lagsport varit med i en match. 

## Effektiv speltid
Med effektiv speltid avses den faktiska tid som spelet pågår.
I exempelvis ishockey spelas en match i 60 minuter (3 gånger 20 minuter) effektiv tid, vilket innebär att klockan stoppas varje gång domaren blåser av spelet och sedan startar igen när domaren blåser igång spelet på nytt. Spelklockan och tidtagningen sköts av en matchfunktionär, när klockan är avstängd talar man om att pucken är död. Matchen är slut i den sekund som den sista periodens sista minut är till ända. I vissa sammanhang, till exempel vid oavgjort resultat, kan dock speltiden enligt tävlingsbestämmelserna förlängas för att få fram ett avgörande. 
Om ett lag anfaller och skjuter iväg pucken kan det innebära att spelklockan stoppas innan pucken når fram till motståndarlagets målbur.

## Ineffektiv speltid
Motsatsen till effektiv speltid är ineffektiv, eller löpande, speltid, som bland annat används i bandy och fotboll. När ineffektiv tid tillämpas, fortsätter klockan att gå även vid spelavbrott och domaren gör istället en bedömning av hur mycket tilläggstid som behöver läggas till i slutet av varje halvlek som kompensation för faktiska längre avbrott i spelet, till exempel på grund av skador eller byte av spelare. Normalt är tilläggstiden sällan mer är 3 minuter per halvlek. Domaren blåser sedan av matchen när denne anser att hela speltiden har gått och har möjlighet att göra detta när han/hon tycker att det är lämpligt; en match som spelas på ineffektiv speltid brukar till exempel inte blåsas av mitt under en situation som kan leda till att ena laget gör mål.

## Tidsgräns som alternativ avslutning
Inom sporter som går ut på att nå först i mål, såsom motorsport och skidsport, har man normalt en längsta tid som tävlingen får pågå innan den avblåses. Det är en tid som är generöst satt, så att alla som deltar under normala betingelser ändå skall kunna slutföra tävlingen, men den som sackar efter de ledande deltagarna väldigt mycket i t.ex. Vasaloppet, behöver till sist inte ta sig i mål utan får avbryta.

## Ingen bestämd speltid
I sporter som pingis, tennis och volleyboll har man ingen bestämd speltid, utan matchen pågår i stället ett visst antal set och bollar och avslutas när den ena sidan har vunnit bollar med visst bestämt övertag. Liknande avgöranden görs i kägelsporter som bowling och boule. Inte heller golf har någon fixerad speltid.
För att undvika att matcher i dessa sporter skall behöva pågå oerhört länge, har så småningom olika system för tiebreak införts.

## Välkända tillfällen när speltiden har varit avgörande
Vid världsmästerskapet i fotboll 1978 i Argentina stod det 1-1 i slutet av gruppspelsmatchen mellan Brasilien och Sverige, och sekunderna innan Zico nickade bollen in i mål för Brasilien blåste domaren av matchen och målet dömdes därmed bort. Domaren var således den som avgjorde matchen på detta vis genom att anse att den ineffektiva speltiden var slut just då, något som domare annars brukar försöka undvika.

## Kritik
Ineffektiv speltid har kritiserats för att gynna lag som maskar, men även effektiv speltid kan utnyttjas på detta sätt av ett lag som ligger i ledning.
Systemet med ineffektiv tid har också kritiserats för att det lägger ett för stort avgörande hos domaren. Effektiv tid å andra sidan har rönt kritik för att det systemet är stelbent och kan avbryta en match just i ett skede som skulle ha kunnat avgöra matchen åt ett annat håll.
Effektiv speltid har även rönt kritik för att det är svårt att beräkna den faktiska tidsåtgången för en match på grund av att matchklockan stoppas vid avbrott. En match med en effektiv speltid om 60 minuter tar ofta mer än 3 timmar i anspråk att spela.